# マッテオ・デル・ファンテ
マッテオ・デル・ファンテは、イタリア共和国にあるポステ・イタリアーネのCEO（イタリア語でAmministratore delegatoを略してADと呼ばれる）である。2017年（平成29年）4月から現職。Poste Vita（ポステ・イタリアーネの子会社）でもCEOを務めていた。

## 学歴
ミラノにあるBocconi大学で政治経済学を専攻し、非常に優秀な成績（最高得点である110 e lode）で卒業した。ニューヨーク大学で専門コースを受講した。

## 私生活
結婚しており、2人のこどもがいる。ローマ在住（ポステ・イタリアーネの本社はローマにある）。